# Salvamento (beisebol)

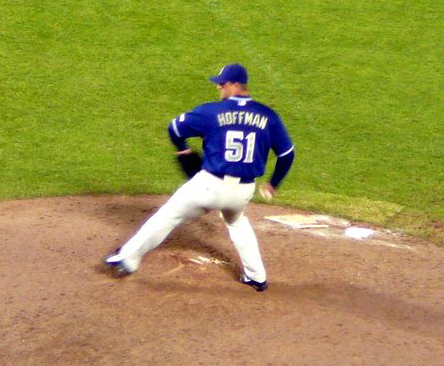
Trevor Hoffman

No beisebol, um salvamento (save, denotado S ou SV) é creditado a um arremessador reserva, geralmente um fechador, que entra no jogo sob certas condições e mantém sua equipe na liderança até o fim da partida. A regra se tornou oficial na Major League Baseball em 1969.

## Definição
Um arremessador reserva é creditado com um salvamento quando ele satisfaz todas as três condições seguintes:
- Ele é o último arremessador num jogo vencido pela sua equipe;
- Ele não é o arremessador vencedor;
- Ele se qualifica em uma das seguintes condições:
  - Ele entra no jogo com uma liderança de não mais que três corridas e arremessa pelo menos um terço (1/3) de entrada;
  - Ele entra no jogo, independentemente do placar, com a potencial corrida de empate em base, ao bastão ou na espera;
  - Ele arremessa pelo menos três entradas. (A palavra “efetivamente” foi removida das regras da MLB.)

## Blown save
Um blown save (denotado BS) é penalizado ao arremessador que entra em jogo numa situação de salvamento e permite a corrida de empate. Note que se a corrida de empate for anotada por um corredor que já estava em base quando o novo arremessador entrou no jogo, o novo arremessador será penalizado com um blown save, ainda que a corrida não seja dada a ele, mas ao arremessador que permitiu àquele corredor chegar em base.
Se aquele mesmo arremessador também permitir que a corrida da virada chegue em base e anote, e sua equipe não empatar ou recuperar a liderança no jogo, ele será penalizado tanto com a derrota quanto com o blown save.